# تپه شور پز تپه
تپه شور پز تپه مربوط به عصر مفرغ قدیم - دوره اشکانیان - دوره ساسانیان است و در شهرستان همدان، بخش شراء، دهستان شوردشت، ۲۳۰ متری شمال شرق روستای خیرآباد واقع شده و این اثر در تاریخ ۱۸ اسفند ۱۳۸۷ با شمارهٔ ثبت ۲۵۱۷۷ به‌عنوان یکی از آثار ملی ایران به ثبت رسیده است.